# TennJangu
TennJangu ist ein Brunnen und eine Kultstätte in dem Ort Barra im westafrikanischen Staat Gambia.

## Beschreibung
TennJangu ist ein Brunnen der Pfarrei in Barra. Er ist einer der historischen und bedeutenden Brunnen in Gambia. Das Wasser aus diesen Brunnen wird heilende Kraft nachgesagt. Neben dieser Bedeutung des Brunnens in den alten Tagen wird überliefert, dass alle Häuptlinge von Barra und Niumi; die Sonkos, Mannehs und Jammehs mit dem Wasser gereinigt wurden, „denn bevor du gekrönt wirst, musst du mit dem Wasser bedeckt sein, das wie Reinigungswasser ist, bevor du ein König werden kannst“.

## Geschichte
Nach Aussagen des Historikers und Generaldirektor des National Centre for Arts and Culture (NCAC), Hassoum Ceesay, wollte früher jeder in Niumi das Wasser aus diesen Brunnen trinken. Die Menschen kamen selbst von der anderen Flussseite in Bathurst (heute Banjul) um das Wasser für heilende Zwecke zu genießen. Die Bedeutung von TennJangu wurde laut Ceesay ihm vom Alkalo des Orts und dessen Einwohnern bestätigt. Weiter konnte er Aufzeichnungen in den Archiven, unter anderem in der Ausgabe vom Mai 1939 in der Zeitung The Gambia Echo, finden: „Mit Hinweis auf den Ausbruch einer Krankheit in Banjul in den 1930er Jahren, als die Menschen den Fluss nach TennJangu überquerten, um Wasser aus dem Brunnen zu holen und zu trinken, nur um ihre Krankheiten zu heilen. Und das Wasser aus dem Brunnen half bei der Eindämmung der Krankheit“, erklärte Ceesay.
In den Jahren bis 2020 wurde der Brunnen nicht mehr als Trinkwasserquelle genutzt, da viele Haushalte in Barra an die Trinkwasserleitungen angeschlossen sind. Nach Hassoum Ceesay soll der Brunnen 2020 durch den NCAC gereinigt und aufgewertet werden. Die Geschichte des Brunnens und seine Bedeutung erläutern werden; er soll dann zu den andere Stätten in Barra wie Fort Bullen für einen Besuch attraktiv gemacht werden.